# Gai Ati
Gai Ati (en llatí: Caius Atius) el peligne, era un romà que pertanyia al partit pompeià i tenia la possessió de Sulmo quan Juli Cèsar va envair Itàlia l'any 49 aC.
Cèsar va enviar contra aquesta ciutat a Marc Antoni i els habitants van obrir les portes. Ati va saltar de dalt de les muralles però no es va fer gaire mal. Va ser agafat presoner i va demanar ser portat davant Cèsar, que el va deixar lliure. Ciceró diu que va ser Ati qui va rendir la ciutat.